# Mêlée (rugby à XV)
Ne doit pas être confondu avec Mêlée (rugby à XIII).

Disposition d'une mêlée.

Au rugby à XV, la mêlée est une phase de jeu qui sanctionne une faute mineure ou un arrêt de jeu.
Les avants de chaque équipe s'arc-boutent et se regroupent en bloc ou pack.
Puis les deux blocs se mettent face à face. Cela crée un tunnel dans lequel le demi de mêlée doit introduire le ballon, de manière à ce que les joueurs de première ligne puissent lutter pour la possession du ballon en le talonnant avec l'un ou l'autre de leurs pieds. Le ballon est disputé par les deux talonneurs.
Au signal de l'arbitre, les packs des deux camps se lient : les deux premières lignes s'emboîtent l'un dans l'autre, épaule contre épaule. À noter que les deux talonneurs sont en contact avec leur épaule droite, ce qui veut dire que la mêlée n'est pas tout à fait symétrique. En effet le pilier droit se retrouve la tête prise dans la mêlée (tight head prop) alors que son homologue gauche (loose head prop) n'engage qu'une épaule (la droite) dans la mêlée. Cette légère asymétrie fait que généralement la mêlée, quand elle tourne, le fait dans le sens des aiguilles d'une montre.
Les paroles de l'arbitre sont : « Flexion, lier, jeu ! » ou en anglais : « Crouch, bind, set ». (Avant août 2012, les commandements étaient « Flexion, touchez, stop, entrez ! »,  ou « Crouch, touch, pause, engage » en anglais.) 
L'arbitre finit par dire « Oui, neuf ». Au cours de l'année 2013, de nouveaux commandements sont appliqués « Flexion, lier, jeu » (« Crouch, bind, set »). Les différents changements de paroles sont effectués pour rendre cette phase de jeu moins dangereuse : on évite les impacts et on essaye d'éviter l'écroulement[réf. souhaitée].
La mêlée est dite fermée ou ordonnée.

## Règles

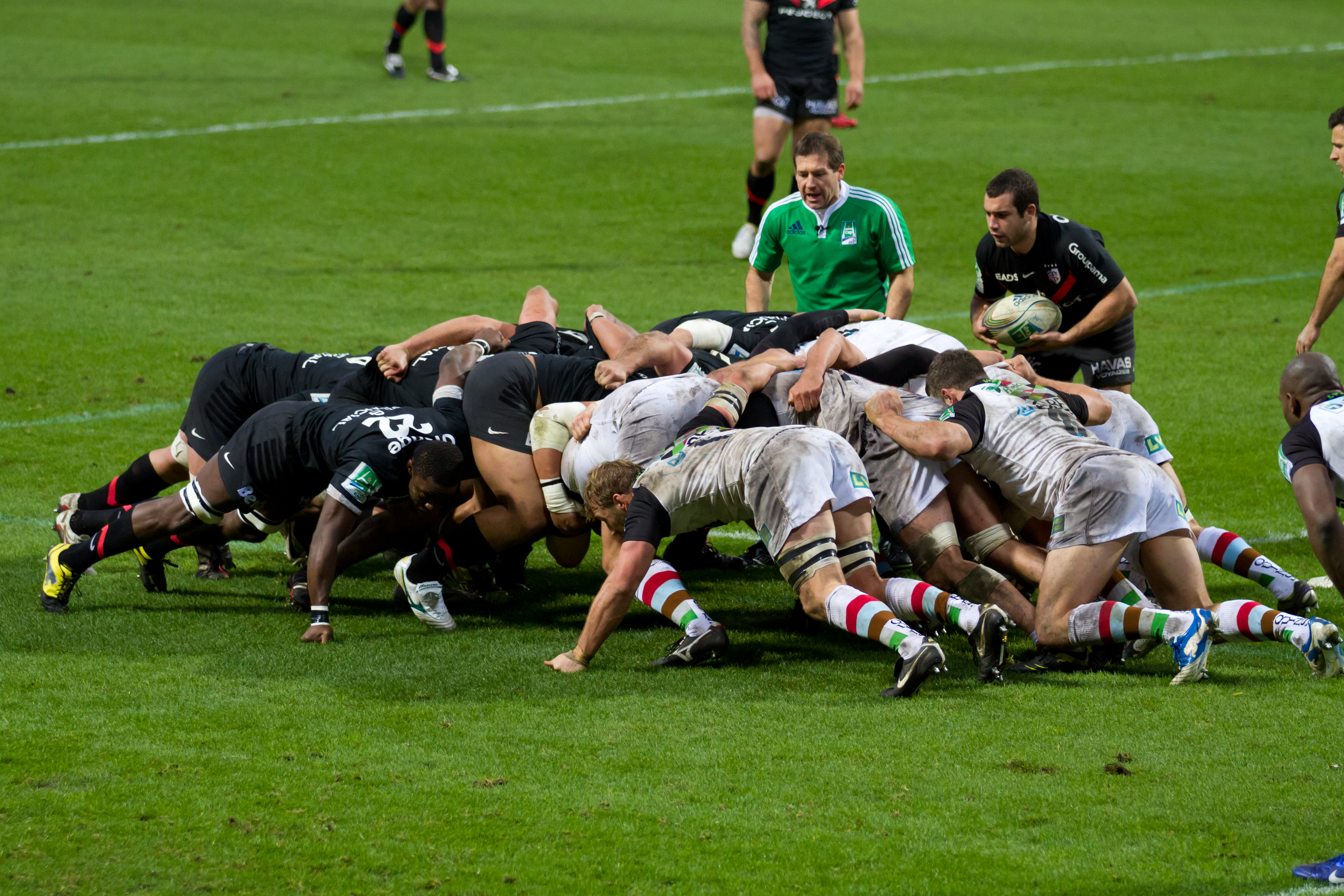
Le demi de mêlée prêt à introduire le ballon dans une mêlée.

La mêlée se forme à l'endroit de la faute (généralement les en-avants) ou de l'arrêt de jeu, ou aussi près que possible de ce point dans le champ de jeu. En cas de faute ou d'arrêt de jeu dans un en-but, la mêlée se forme à 5 mètres de la ligne de but. En cas de lancer en touche pas droit, la mêlée a lieu sur la ligne des 15 mètres, en face de l'endroit où la touche a été jouée.
Une mêlée doit comprendre huit joueurs de chaque équipe. Une équipe ne doit pas retarder délibérément la formation d'une mêlée (sanction : coup de pied franc). Chaque première ligne doit comprendre trois joueurs, pas plus et pas moins. L'épaule ne doit pas passer en dessous du niveau de la hanche pour éviter les écroulements et les blessures. Deux secondes lignes doivent former la deuxième ligne. Ces huit joueurs doivent tous rester liés à la mêlée jusqu'à ce qu'elle ait pris fin (sanction : coup de pied de pénalité).
La sortie du ballon, généralement récupéré par le demi de mêlée ou le no 8, met fin au regroupement. Le demi de mêlée défenseur a le droit de suivre la progression du ballon, afin d'exercer une pression défensive ou psychologique.
En l'absence de joueur spécifiquement formé aux postes de première ligne disponible à la suite d'une blessure ou d'une expulsion, les mêlées sont simulées par sécurité, et depuis les années 2020 la règle de la carence s'applique.

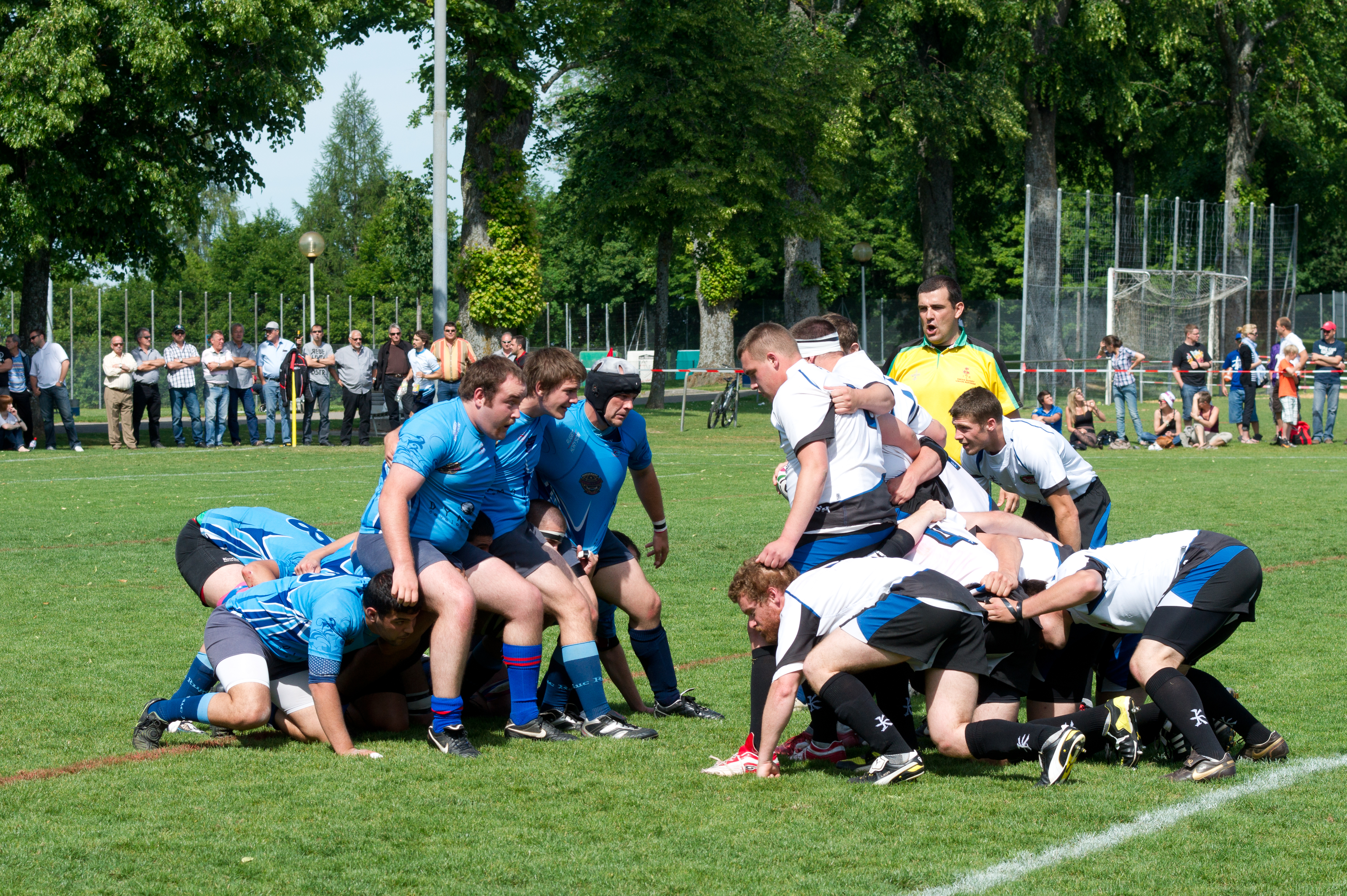
Mise en place de la mêlée
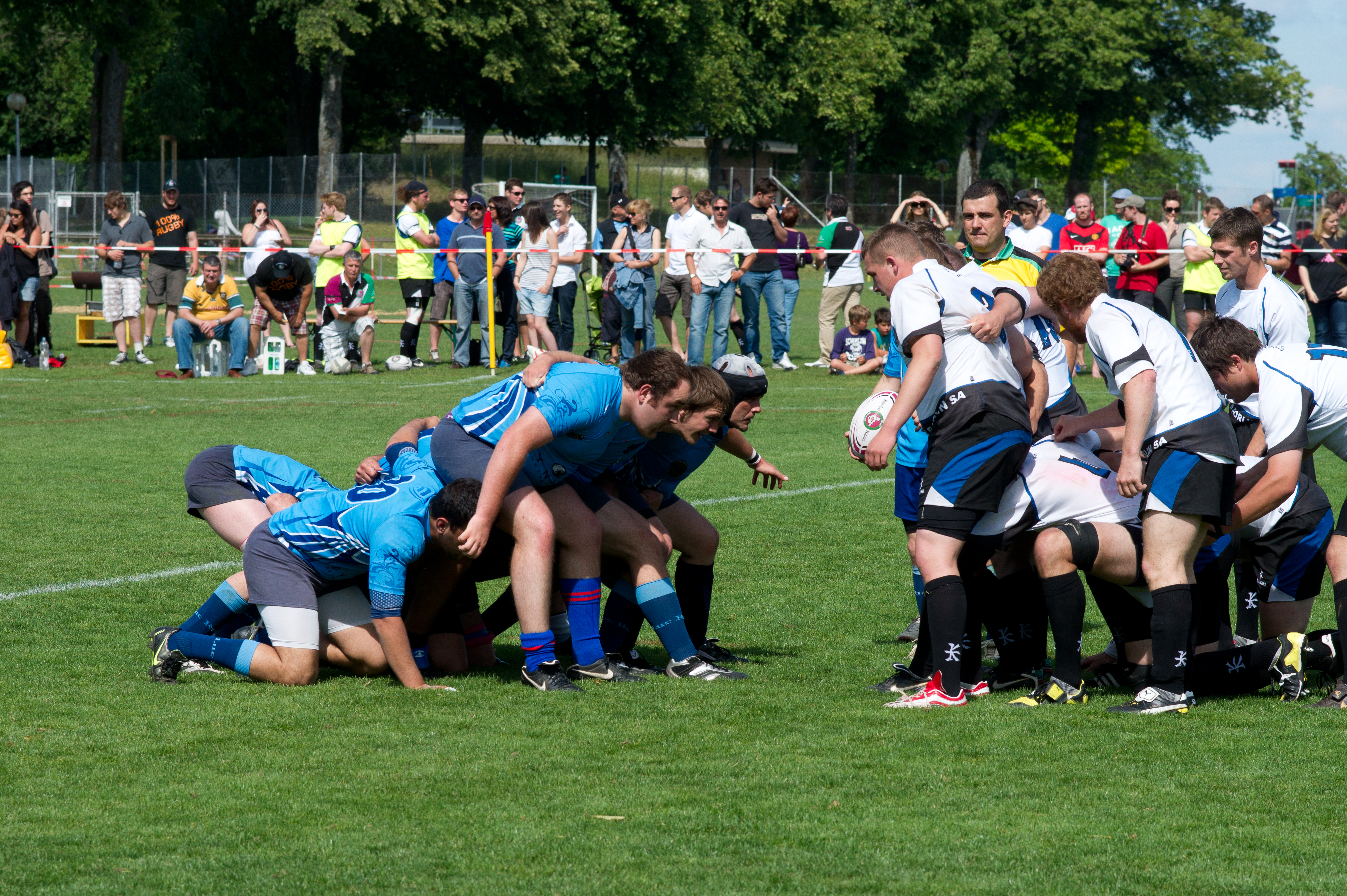
Préparation de la mêlée
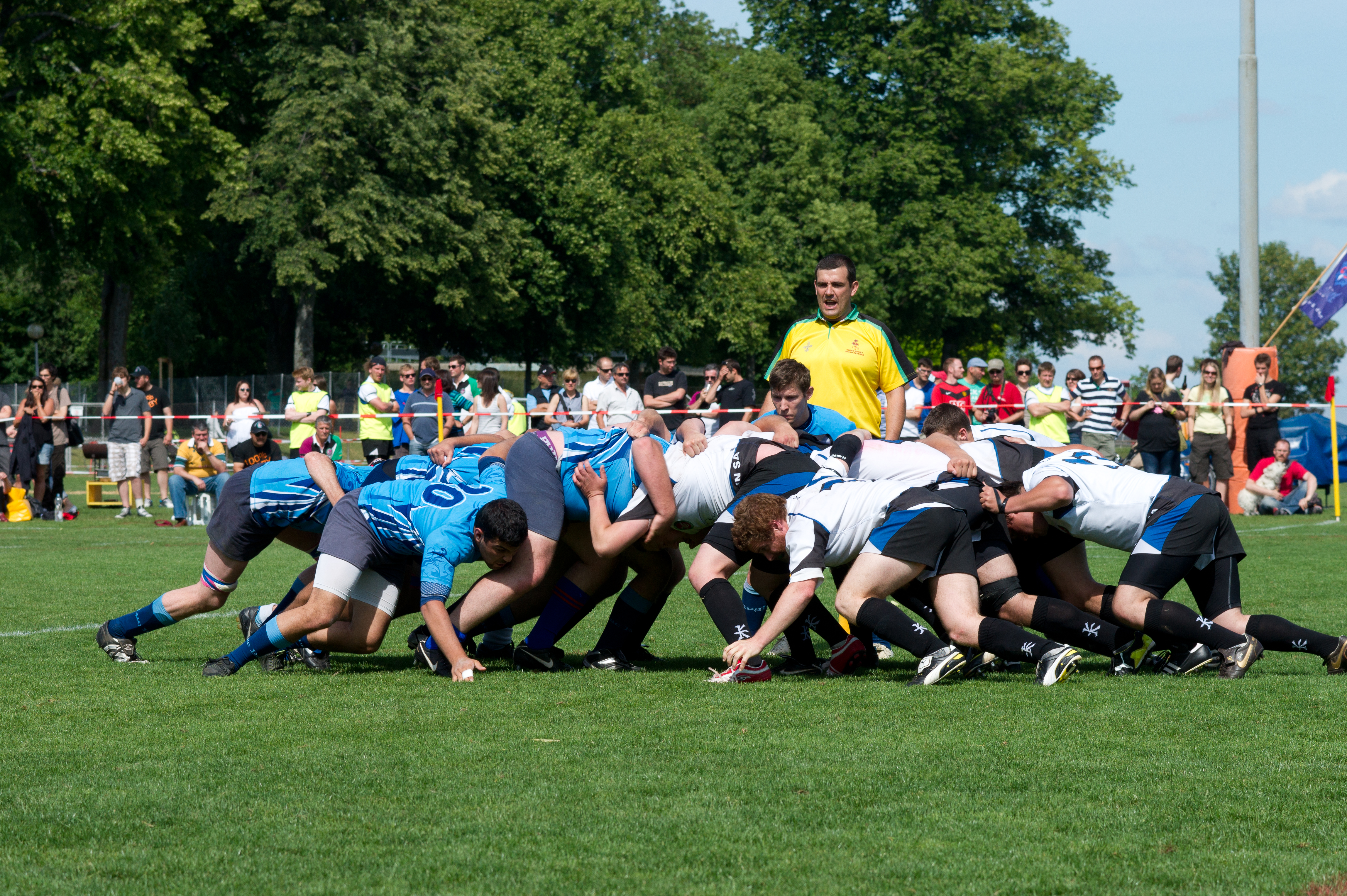
Mêlée faite

## Mêlée à six (rugby à sept)
Au rugby à sept elle est composée de six joueurs, trois de chaque équipe. La balle est introduite du côté gauche de l'équipe possédant la balle.